# Municipio de Casco (condado de St. Clair)
El municipio de Casco (en inglés: Casco Township) es un municipio ubicado en el condado de St. Clair en el estado estadounidense de Míchigan. En el año 2010 tenía una población de 4105 habitantes y una densidad poblacional de 42,79 personas por km².

## Geografía
El municipio de Casco se encuentra ubicado en las coordenadas 42°45′53″N 82°40′0″O / 42.76472, -82.66667. Según la Oficina del Censo de los Estados Unidos, el municipio tiene una superficie total de 95.93 km², de la cual 95.52 km² corresponden a tierra firme y (0.43%) 0.41 km² es agua.

## Demografía
Según el censo de 2010, había 4105 personas residiendo en el municipio de Casco. La densidad de población era de 42,79 hab./km². De los 4105 habitantes, el municipio de Casco estaba compuesto por el 95.62% blancos, el 0.61% eran afroamericanos, el 0.49% eran amerindios, el 0.54% eran asiáticos, el 0.02% eran isleños del Pacífico, el 1.05% eran de otras razas y el 1.68% pertenecían a dos o más razas. Del total de la población el 2.1% eran hispanos o latinos de cualquier raza.